# Mina de Cerro Áspero

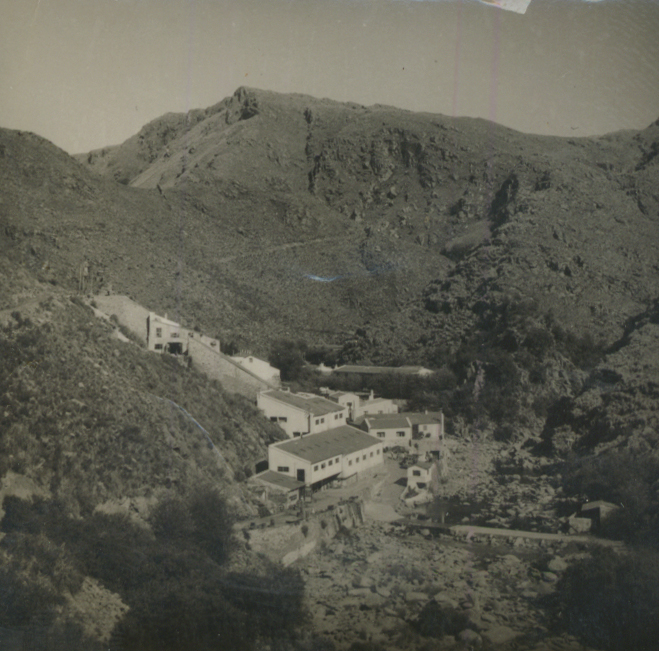
Imagen de las instalaciones de la mina, tomada por su administrador, el Sr. Ferdinando Ivanković, en el año 1960,

La mina de Cerro Áspero está ubicada en las sierras Pampeanas en las provincias de Córdoba y San Luis, Argentina. Es una mina abandonada de la que se extraía wolframio.
El acceso más directo es desde la localidad de La Cruz, a unos 60 km en dirección suroeste. Un acceso más directo es desde Merlo (San Luis) ubicado 25 km al noroeste este camino cuenta con 20 km de asfalto y el resto del camino está en muy buen estado
Este yacimiento se ubica en el distrito minero de Cerro Áspero, en el faldeo oriental de las sierras de Comechingones, en la margen derecha del arroyo El Tigre, a 2.000 m s. n. m.
Esta explotación funcionó desde 1895 hasta 1969, siendo iniciada por capitales alemanes e ingleses. Era alimentada también con mineral que se extraía de otras minas situadas algunos kilómetros al sur. 
Contaba con grandes instalaciones que llegaron a albergar unos 800 mineros. 
El mineral explotado era el wolframio en forma de óxido y de sales, que se destinaba principalmente a la exportación, especialmente durante la Segunda Guerra Mundial, para su uso como material bélico.
La veta principal fue trabajada en un recorrido de 180 m y a una profundidad de 35 m . El material extraído se conducía desde la bocamina a la planta de concentración mediante un cable carril de unos 300 m de longitud.
Es, sin duda, el yacimiento minero abandonado más impresionante de la provincia, tanto por el lugar donde se encuentra como por el tamaño de sus instalaciones.
Hoy en día las instalaciones del asentamiento minero sirven como refugio de montaña para aquellos amantes de la naturaleza que quieran ir a recorrer y explorar este maravilloso lugar y su imponente historia.